# Dreisbachia aperta
Dreisbachia aperta là một loài tò vò trong họ Ichneumonidae.